# Unione monetaria scandinava

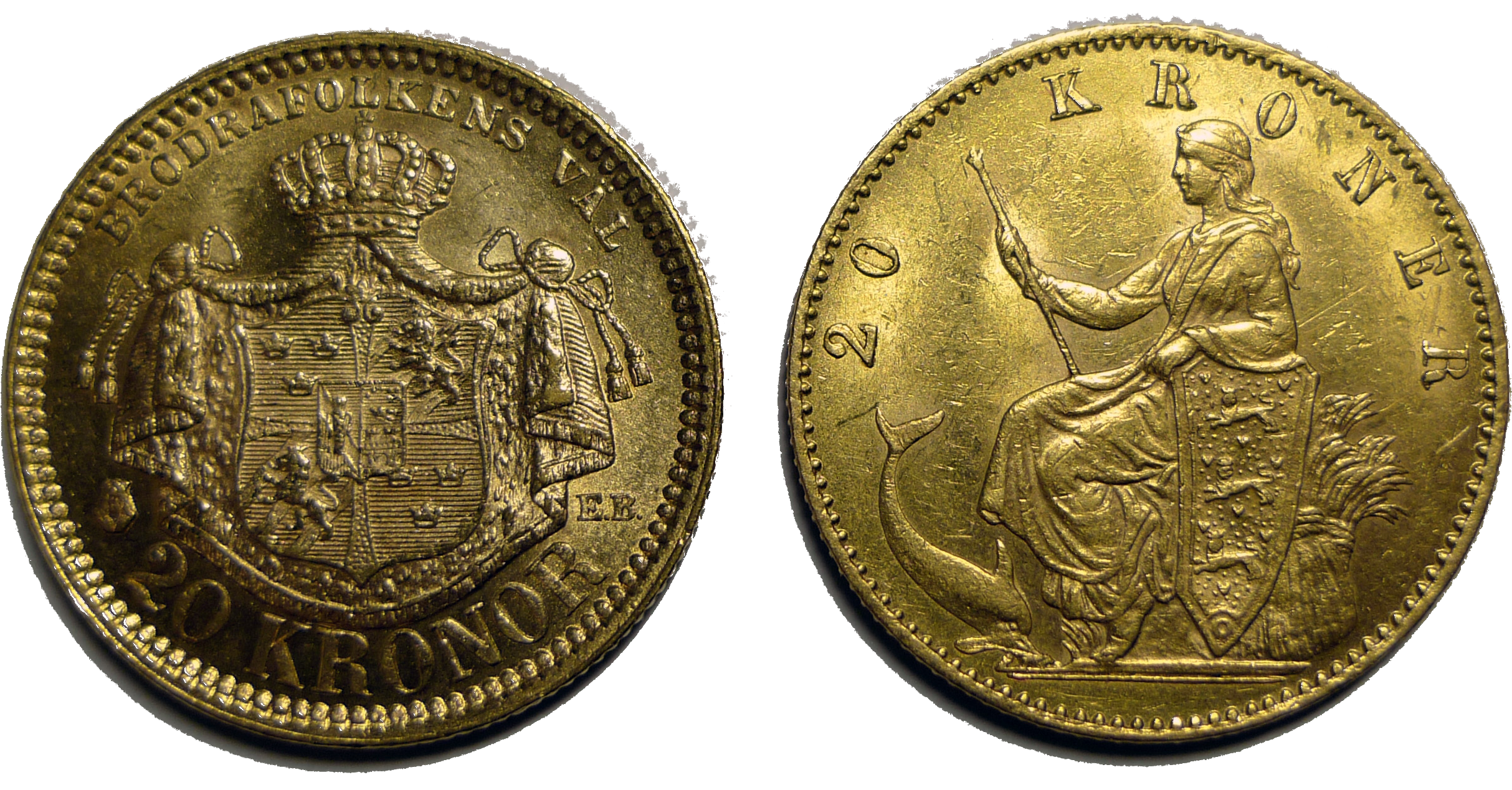
Due monete d'oro da 20 corone, con identico peso e composizione. La moneta a sinistra è svedese, la moneta a destra è danese.

L'unione monetaria scandinava venne formata nel 1872 da Danimarca, che comprendeva anche l'Islanda, Norvegia e Svezia. I tre paesi si accordarono sull'uso di monete comuni, basate su di una corona in oro, liberamente in circolazione ed aventi valore legale nelle tre nazioni.
La parità aurea comportava inoltre un regime di cambi fissi con i paesi che adottavano il gold standard, in particolare l'Impero britannico e l'Impero tedesco.
L'unione si sciolse nel 1914, con la sospensione della convertibilità dei biglietti in oro, allo scoppio della prima guerra mondiale (2 agosto 1914).
La parità aurea era fissata a 2480 corone per chilogrammo di oro fino.

Il contenuto aureo della corona era quindi pari a 403,225 milligrammi di oro fino.

La parità ufficiale con la lira sterlina era quindi 18,159 corone per sterlina.